# Kosteantînivka, Baștanka
Kosteantînivka (în ucraineană Костянтинівка) este un sat în comuna Piskî din raionul Baștanka, regiunea Mîkolaiiv, Ucraina.

## Demografie
Componența lingvistică a localității Kosteantînivka
     Ucraineană (95,03%)
     Rusă (4,97%)
Conform recensământului din 2001, majoritatea populației localității Kosteantînivka era vorbitoare de ucraineană (95,03%), existând în minoritate și vorbitori de rusă (4,97%).